# 纠支县
纠支县（越南语：／），又譯“古芝縣”，是胡志明市下辖的一个县，位于西贡河河边，平均海拔8到10米。面积435平方千米，2019年总人口462000人，其中京族占84.4%，华人占11%。

## 地理
纠支县东和北接平阳省顺安市、土龙木市、𤅶葛市和油汀县，西接西宁省盏盘市社，南接旭门县，西南接隆安省德和县。

## 历史
1976年5月20日，西贡-嘉定市革命人民委员会将润德社析置范文魁一社，富美社和安仁西社析置范文魁二社；纠支县仍辖安仁西社、平美社、和富社、润德社、范文魁一社、范文魁二社、富和东社、富美兴社、福合社、福永安社、新安会社、新富中社、新盛东社、新盛西社、新通会社、泰美社、中安社、中立社18社。
1976年7月2日，越南正式统一，西贡-嘉定市更名为胡志明市。纠支县随之划归胡志明市管辖。
1983年7月11日，中立社分设为中立上社和中立下社，福合社析置福盛社，范文魁二社和富美兴社部分区域、安仁西社部分区域合并为安富社，范文魁一社更名为范文魁社。
1985年2月1日，新安会社析置纠支市镇。

## 行政区划
纠支县下辖1市镇20社，县莅纠支市镇。
- 纠支市鎮（Thị trấn Củ Chi）
- 安仁西社（Xã An Nhơn Tây）
- 安富社（Xã An Phú）
- 平美社（Xã Bình Mỹ）
- 和富社（Xã Hòa Phú）
- 潤德社（Xã Nhuận Đức）
- 范文魁社（Xã Phạm Văn Cội）
- 富和東社（Xã Phú Hòa Đông）
- 富美興社（Xã Phú Mỹ Hưng）
- 福合社（Xã Phước Hiệp）
- 福盛社（Xã Phước Thạnh）
- 福永安社（Xã Phước Vĩnh An）
- 新安會社（Xã Tân An Hội）
- 新富中社（Xã Tân Phú Trung）
- 新盛東社（Xã Tân Thạnh Đông）
- 新盛西社（Xã Tân Thạnh Tây）
- 新通會社（Xã Tân Thông Hội）
- 泰美社（Xã Thái Mỹ）
- 中安社（Xã Trung An）
- 中立下社（Xã Trung Lập Hạ）
- 中立上社（Xã Trung Lập Thượng）

## 經濟
纠支县有很多工业区。居民多从事工业、农业，种植水稻。

## 風景
纠支县名胜有纠支地道等。